# Női rúdugrás a 2011. évi nyári európai ifjúsági olimpiai fesztiválon
A 2011. évi nyári európai ifjúsági olimpiai fesztiválon az atlétikai versenyszámokat Trabzonban rendezték. A női rúdugrás döntőjét július 26.-án rendezték.

## Döntő
| H     | Név                  | Nemzet           | 3.20 | 3.40 | 3.55 | 3.65 | 3.75 | 3.80 | 3.85 | 3.90 | 3.95 | 4.00 | 4.05 | 4.10 | 4.15 | 4.20 | 4.25 | E    | Mj |
| ----- | -------------------- | ---------------- | ---- | ---- | ---- | ---- | ---- | ---- | ---- | ---- | ---- | ---- | ---- | ---- | ---- | ---- | ---- | ---- | -- |
| Arany | Roberta Bruni        | Olaszország      |      |      |      |      |      | o    | -    | -    | o    | -    | o    | o    | -    | xx-  | x    | 4.10 | CR |
| Ezüst | Georgia Stefanidi    | Görögország      |      |      | o    | xo   | o    | -    | o    | -    | o    | -    | x-   | xo   | xxx  |      |      | 4.10 |    |
| Bronz | Kristina Bondarenko  | Oroszország      |      |      |      | o    | xo   | -    | o    | -    | xo   | -    | o    | xxo  | -    | xxx  |      | 4.10 |    |
| 4     | Jasmine Moser        | Svájc            |      | o    | o    | o    | o    | xo   | xxx  |      |      |      |      |      |      |      |      | 3.80 |    |
| 5     | Milla Mikkanen       | Finnország       |      | xo   | o    | xo   | xxx  |      |      |      |      |      |      |      |      |      |      | 3.65 |    |
| 6     | Alina Vishneuskaya   | Fehéroroszország | o    | o    | xo   | xxx  |      |      |      |      |      |      |      |      |      |      |      | 3.55 |    |
| 6     | Elmas Seda Firtina   | Törökország      | o    | o    | xo   | xxx  |      |      |      |      |      |      |      |      |      |      |      | 3.55 |    |
| 8     | Rebecca Pietsch      | Németország      |      | o    | xxo  | xxx  |      |      |      |      |      |      |      |      |      |      |      | 3.55 |    |
| 9     | Margaux Quirin       | Belgium          |      | xo   | xxo  | xxx  |      |      |      |      |      |      |      |      |      |      |      | 3.55 |    |
| 10    | Getter Marie Lemberg | Észtország       | o    | xxo  | xxo  | xxx  |      |      |      |      |      |      |      |      |      |      |      | 3.55 |    |
| 11    | Mette Hansen         | Dánia            | o    | xo   | xxx  |      |      |      |      |      |      |      |      |      |      |      |      | 3.40 |    |
| 12    | Laura Izquierdo      | Spanyolország    |      | xxo  | xxx  |      |      |      |      |      |      |      |      |      |      |      |      | 3.40 |    |